# Agenda homossexual
A agenda homossexual ou agenda gay é um termo introduzido por setores da direita cristã (principalmente nos Estados Unidos) como uma forma depreciativa para descrever a defesa da aceitação cultural e a normalização das orientações e relacionamentos não-heterossexuais. O termo refere-se aos esforços para mudar políticas e leis governamentais sobre questões relacionadas aos direitos LGBT. Além disso, tem sido usado por conservadores sociais e outros para descrever os supostos objetivos dos ativistas de direitos LGBT, como recrutar heterossexuais para o que chamam de "estilo de vida homossexual".
Alguns acreditam que esta agenda seja secreta por alusão a hidden agenda ("plano secreto"). Portanto, a "agenda gay" pode ser interpretada como o "plano oculto dos gays" e também como "propaganda homossexual" ou "propaganda gay". O termo é ofensivo para muitos, especialmente para aqueles que consideram e entendem os objetivos desse movimento como uma questão de igualdade de direitos. Em certas ocasiões, pessoas que se ofenderiam se o termo fosse usado em um contexto sério o utilizam de forma sarcástica ou satírica.